# Петрова, Ольга Петровна
Петрова Ольга Петровна (6 (19) июля 1900 г., Иркутск — 11 марта 1993 г., Санкт-Петербург) — советский российский востоковед, филолог-дальневосточник, японист, кореист, кандидат филологических наук, сотрудник Института востоковедения АН СССР.

## Биография
Родилась 6 (19) июля 1900 г. в Иркутске. Отец был казаком 1-й Спасской станицы Сибирского казачьего войска. В 1918 году, окончив гимназию, поступила на историко-филологический факультет Иркутского университета, сначала на монголо-бурятское отделение, затем перевелась на дальневосточное. По С. Д. Милибанд, в 1925 году окончила факультет общественных наук Иркутского университета. Работала в школах Читы и Иркутска, преподавала русский язык для членов японской секции Коминтерна. В 1928 году, переехав во Владивосток, преподавала японский язык на курсах судовождения морского флота, работала переводчиком. В 1929 году работала в Дальневосточном краевом научно-исследовательском институте. В 1930 году становится ассистентом кафедры японского языка Дальневосточного университета.
С 1932 года жила в Ленинграде. В 1933 году стала ассистентом кафедры восточных языков Ленинградского института истории, философии и лингвистики (ЛИФЛИ). По С. Д. Милибанд, в 1936 году окончила институт повышения квалификации при восточном факультете ДВГУ. В 1937—1942 годах была доцентом кафедры дальневосточной филологии филологического факультета. Преподавала японскую военно-морскую терминологию в Военно-морской академии.
С 1942 году работала в Институте востоковедения. В период эвакуации института осталась в Ленинграде. Была бойцом унитарной команды ПВО АН СССР, участвовала в ремонте здания Библиотеки академии наук (Института востоковедения). Читала лекции в воинских частях и госпиталях как лектор Ленинградского дома ученых. Награждена медалями «За оборону Ленинграда», «За доблестный труд в Великой Отечественной войне» и «В память 250-летия Ленинграда».
В 1943 году подготовила к изданию японско-русский и русско-японский словарь военно-морской терминологии. В 1947 г. была защищена кандидатская диссертация «Японская военно-морская терминология (историко-лексикологический анализ)». В 1953—1960 годах — заведующая кафедрой японской филологии ЛГУ. Читала курс «Введение в японскую филологию», основные курсы японского языка в его историческом развитии, вместе с преподавателем подготовила «Начальный курс японского языка».
С 1954 года — старший научный сотрудник Сектора восточных рукописей АН СССР. В 1956—1966 годах — руководитель группы японоведов Дальневосточного (Японского) кабинета Ленинградского отделения института востоковедения.
Была членом правления Общества Япония-СССР и Ленинградского отделения Общества СССР-Корея.

## Научная деятельность
Основные научные труды посвящены японскому языку, истории русско-японских отношений, изучению литератур Японии и Кореи.
Исследования в области военно-морской терминологии, проведенные в годы войны, были оформлены в качестве кандидатской диссертации «Японская военно-морская терминология» (1947). В работе анализируется развитие японской морской и военно-морской терминологии с древности (на основе «Кодзики» и «Манъёсю») и до современности.
Изучению лексики японского и корейского языков, генезиса японского языка, влияния китайской культуры и буддийского мировоззрения на японский язык посвящен ряд послевоенный работ.
Занималась изучением русско-японских культурных связей. Обнаружила и ввела в научный оборот записки о пребывании в России японского путешественника XVIII в. Дайкокуя Кодаю. Изучала историю японской школы в Иркутске XVIII в., словарный состав «Лексикона» А. Татаринова и «Словаря японского языка» Н. Резанова.
Работала с материалами рукописного фонда Института восточных рукописей РАН. Было подготовлено и издано «Описание памятников корейской культуры» — корейских рукописей и ксилографов из фондов Института (1956, 1963). О. П. Петрова и В. Н. Горегляд также издали 4 выпуска «Описания японских рукописей, ксилографов и старо-печатных книг» (1963—1969).

## Основные работы
- Учебник живой речи японского языка: Учебное пособие. Л., 1937.
- Адмирал Е. В. Путятин в бухте Хэда (К истории русско-японских отношений в середине XIX в.) // Советское востоковедение. VI. М.; Л.: Издательство Академии наук СССР, 1949. С. 368—382.
- Собрание корейских письменных памятников Института востоковедения Академии наук СССР // Ученые записки Института востоковедения. Том IX. М.-Л.: Издательство АН СССР, 1954. С. 3-29.
- Описание письменных памятников корейской культуры. Вып. I / Ответственный редактор Д. И. Тихонов. М.-Л.: Изд-во АН СССР, 1956.
- Описание письменных памятников корейской культуры. Вып. II / Ответственный редактор Д. И. Тихонов. М.: ИВЛ, 1963. 152 с.
- Описание японских рукописей, ксилографов и старопечатных книг. Вып. I. М.: Восточная литература, 1963. 243 с. (соавт. Горегляд В. Н.)
- Лексикон российско-японский // Труды XXV международного конгресса востоковедов. 9-16 августа 1960 г. Т. V. М.: ИВЛ, 1963. С. 363—368.
- Описание японских рукописей, ксилографов и старопечатных книг. Вып. II: Филология. М.: Наука, 1964. (соавт. Иванова Г. Д., Горегляд В. Н.)
- Описание японских рукописей, ксилографов и старопечатных книг. Вып. III. Идеология. М.: Наука, ГРВЛ, 1966. (соавт. Горегляд В. Н.)
- Описание японских рукописей, ксилографов и старопечатных книг. Вып. IV. М.: Наука, ГРВЛ, 1969. 173 с. (соавт. Горегляд В. Н.)
- Сведения о Японии, полученные от японцев в петровское время // Письменные памятники и проблемы истории культуры народов Востока. X годичная научная сессия ЛО ИВ АН СССР. М.: ГРВЛ, 1974. С. 79—83.
- Сведения о Японии, полученные от японцев в петровское время // Страны и народы Востока. Выпуск XVII. Страны и народы бассейна Тихого океана. М.: Наука, ГРВЛ, 1975. С. 158—166.
- «Росиа-мондзисю» — первое японское пособие по русской письменности 1796 года // Письменные памятники Востока / Историко-филологические исследования. 1974. М.: Наука, ГРВЛ, 1981. С. 209—222[3].

## Награды
- Медаль"За оборону Ленинграда"
- Медаль «За доблестный труд в Великой Отечественной войне»
- Медаль «В память 250-летия Ленинграда»